# گل حنا
گل حَنا (نام علمی: 'Impatiens walleriana') که با عنوان buzzy lizzy یا balsam نیز شناخته می‌شود، حنا دارای گونه های مختلفی می‌باشد که امروزه گل‌های حنا با رنگها و شکلهای مختلف به صورت پر گل و پنج گلبرگ و همچنین به صورت هیبرید و تک رنگ و برگهای سبز یا ابلق توسط اصلاح نباتات تولید شده است. نام یک گونه از سرده Impatiens است که در شرق آفریقا از کنیا تا موزامبیک می‌روید. این گیاه ۱۵ تا ۶۰ سانتی‌متر بلند می‌شود و برگهای ۳ تا ۱۲ سانتی‌متری دارد. گل‌های این گیاه از پنج گلبرگ پنج سانتی‌متری تشکیل شده و بعضی از گونه‌ها خارهای یک سانتی‌متری دارند.

## آفات
مهمترین آفت گل حنا ، کنه‌ها هستند. در زمانی که کنه‌ها تازه حمله کرده‌اند به دلیل تغذیه از کلروپلاست‌ها ، لکه های نقطه ای روی برگ‌ها مشاهده می‌شود و در صورت از بین نبردن کنه‌ها ، برگها کم کم کوچک و زرد شده و می‌ریزند .این حملات از نوک ساقه و جوانه‌های جدید شروع می‌شود. برای از بین بردن کنه‌ها از کنه کش‌ها به تنهایی یا مخلوط با سموم سیستمیک استفاده می‌شود.
دیگر آفت مهم گل حنا شپشک‌ها هستند که در انتهای دمبرگ و زاویه بین دمبرگ و ساقه مستقر می شوند و از گیاه تغذیه می کنند. پوره‌ها در گیاهان آلوده به سادگی در تمام قسمت های گیاه به صورت دانه‌های بسیار ریز سفید و شیری قابل مشاهده هستند که بعد از بلوغ بیشتر در انتهای دمبرگ و نوک ساقه‌ها قرار می گیرند و پاهای خود را از دست می دهند. شپشک‌ها به دلیل ایجاد سپر مومی در اطراف خود مانع از نفوذ سموم غیر روغن می شوند. بهترین زمان مبارزه ، هنگام خروج شپشک‌ها از تخم و توسط سموم تماسی و سیستمیک می‌باشد.

## نگارخانه

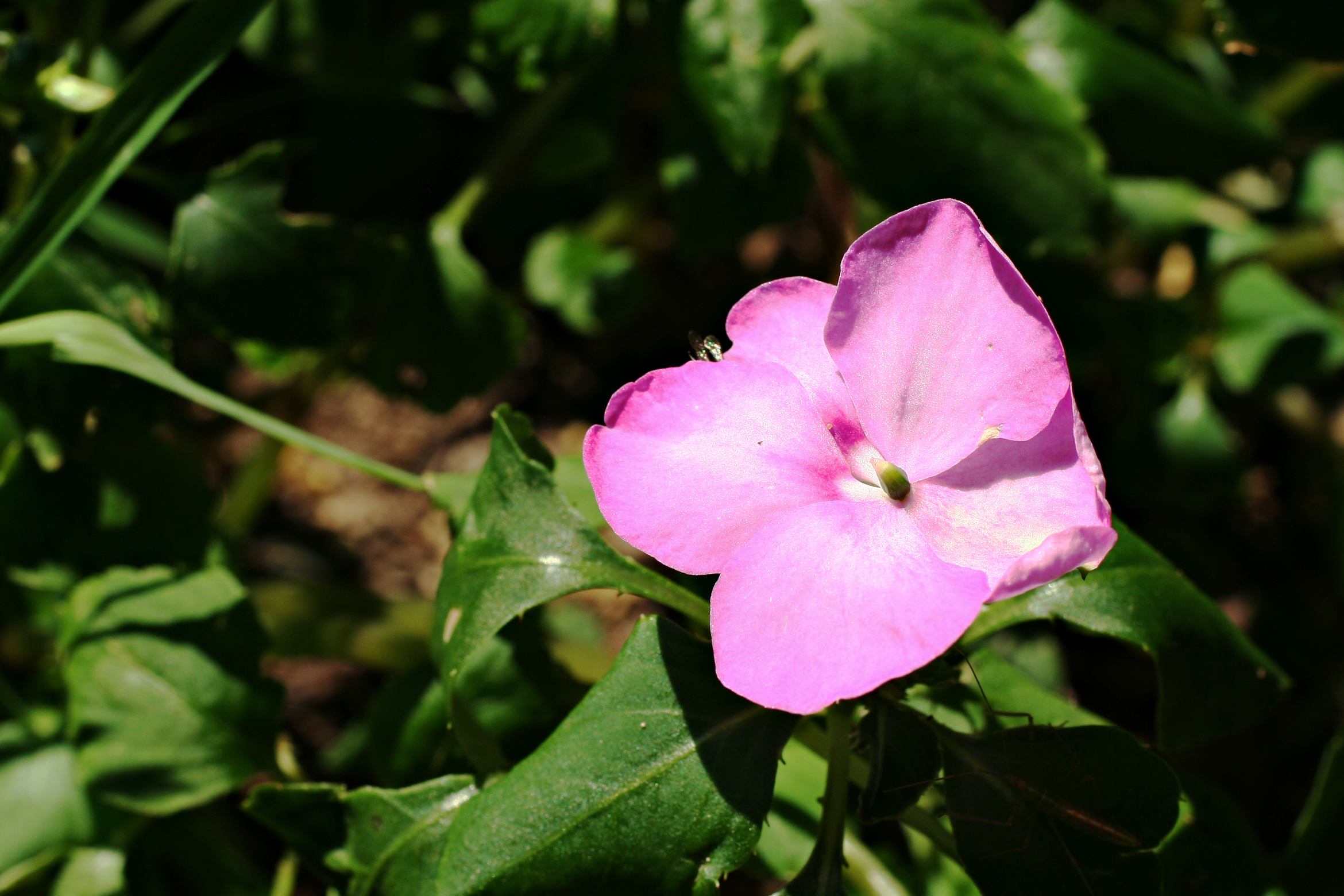
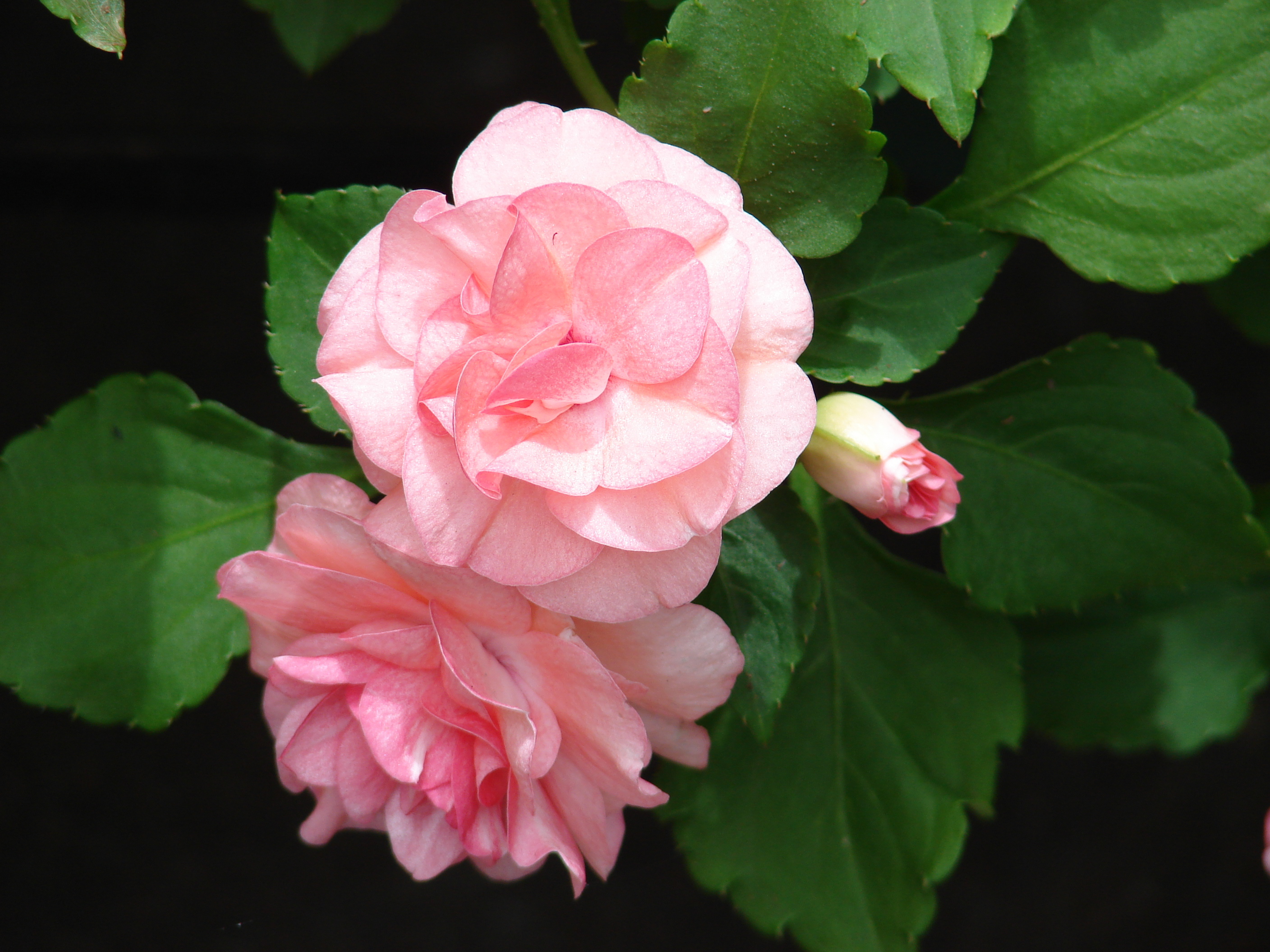
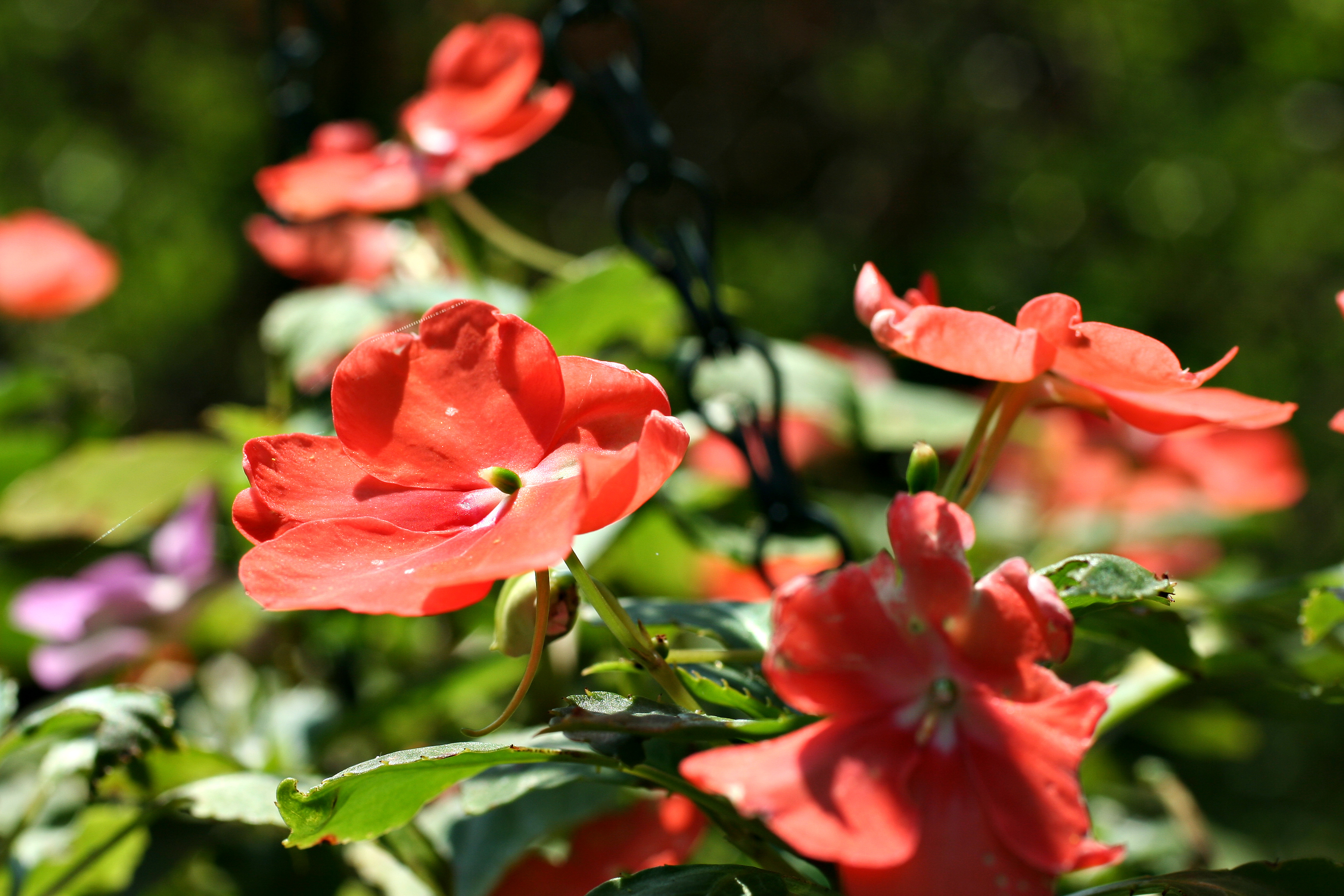